# Guadramiro
Guadramiro ist eine westspanische Gemeinde (municipio) in der Provinz Salamanca in der Autonomen Gemeinschaft Kastilien-León. 2024 hatte die Gemeinde 124 Einwohner. 

## Lage
Guadramiro liegt etwa 88 Kilometer westnordwestlich von Salamanca in einer Höhe von ca. 750 m. 
Das Klima ist mäßig. Es fällt Regen in einer mittleren Menge (ca. 600 mm/Jahr).

## Bevölkerungsentwicklung
| Jahr      | 1900 | 1950 | 1960 | 1970 | 1981 | 1991 | 2001 | 2011 | 2021 |
| Einwohner | 747  | 613  | 520  | 406  | 307  | 267  | 216  | 168  | 133  |

## Sehenswürdigkeiten
- Turm aus dem 14. Jahrhundert (Torre de Guadramiro)
- Salvatorkirche (Iglesia de El Salvador) aus dem 15./16. Jahrhundert
- Kapelle der Jungfrau von El Arból

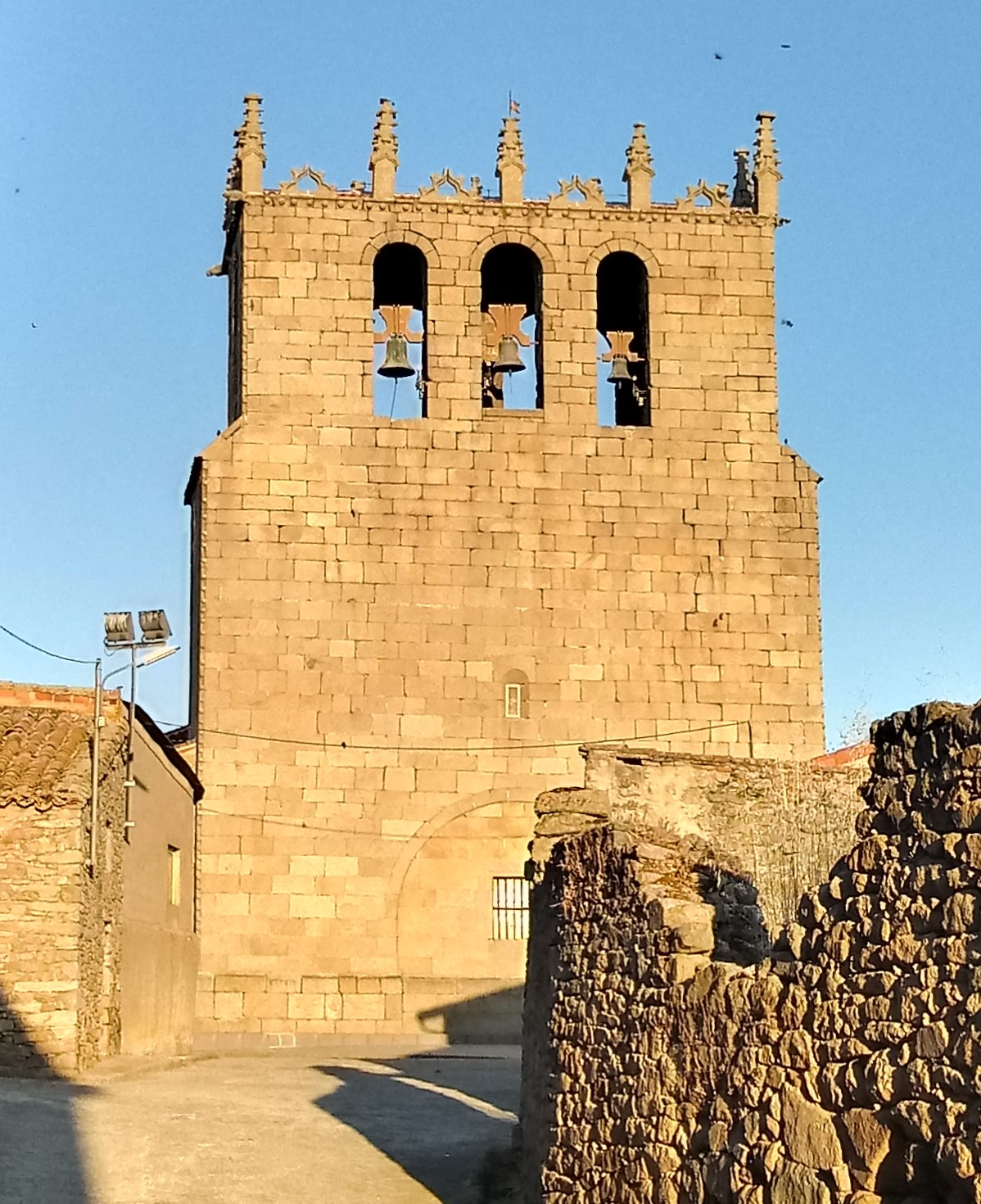
Turm von Guadramiro
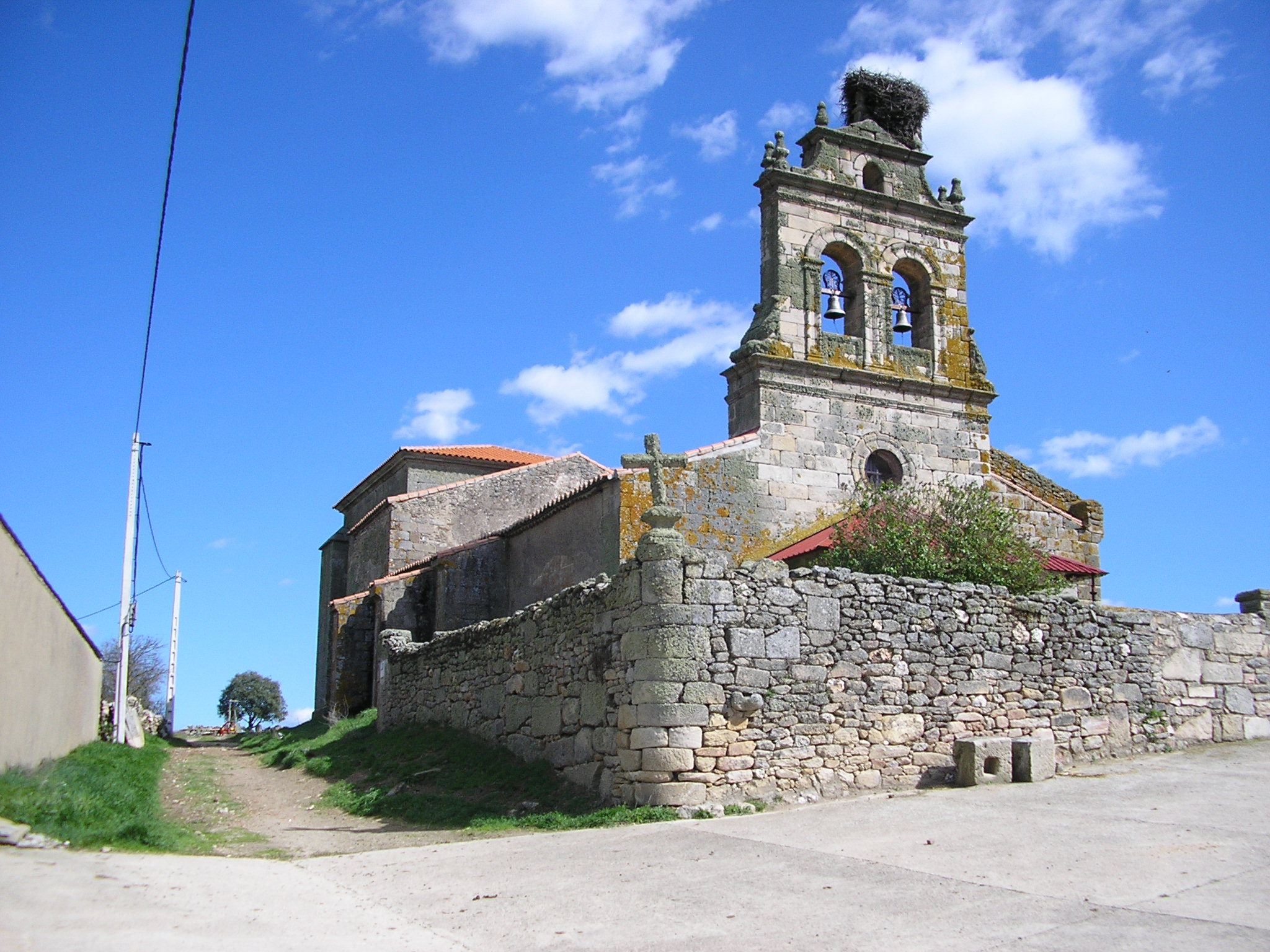
Kapelle der Jungfrau von El Arból

## Persönlichkeiten
- Andrés Calles Pérez (1890–1991), Folklorekünstler